# Українсько-мексиканські відносини
Українсько-мексиканські відносини — відносини між Україною та Мексикою.

## Дипломатичні відносини
12 січня 1992 року Мексика визнала незалежність України і встановила з нею дипломатичні відносини. У 1997 році президент України Леонід Кучма прибув з офіційним візитом до Мексики, що зміцнило двосторонні відносини між країнами. У січні 1999 року Україна відкрила своє посольство в Мехіко, а Мексика відкрила почесне консульство в Києві в 2000 році, зберігаючи офіційні відносини з Україною зі свого посольства в Варшаві, Польща. У червні 2005 року президент Мексики Вісенте Фокс відвідав з офіційним візитом Україну і узяв участь у відкритті посольства Мексики в Києві разом з українським президентом Віктором Ющенком. У 2014 році під час Кримської кризи Мексика закликала обидві сторони прагнути до діалогу і мирного врегулювання питання. Мексиканський уряд також підтримує прохання Організації Об'єднаних Націй до міжнародного співтовариства «поважати єдність і територіальну цілісність України».

## Торгівля
У 2014 році обсяг двосторонньої торгівлі між обома країнами становив 258 млн доларів США Основні статті експорту Мексики в Україну включають: моторні човни, триколісні мотоцикли, електричні схеми, розчинна кава, текіла і пиво, а основними статтями експорту України в Мексику є: вироби зі сталі, автомобільні запчастини, пшениця і борошно.